# 1898 a jogalkotásban
1898-ban az alábbi jogszabályokat alkották meg:

## Magyarország

### Törvények
- 1898. évi I. törvénycikk A vám- és bankügynek, valamint ezekkel összefüggő némely kérdésnek ideiglenes szabályozásáról
- 1898. évi II. törvénycikk A munkaadók és mezőgazdasági munkások közötti jogviszony szabályozásáról
- 1898. évi III. törvénycikk Az 1898. évben kiállitandó ujonczok megajánlásáról
- 1898. évi IV. törvénycikk A község- és egyéb helynevekről
- 1898. évi V. törvénycikk Az 1848. évi törvények megalkotása emlékének ünnepléséről
- 1898. évi VI. törvénycikk Az 1898. évi állami költségvetésről
- 1898. évi VII. törvénycikk A kisajátitásról szóló 1881. évi XLI. törvénycikk kiegészitéséről
- 1898. évi VIII. törvénycikk A m. kir. postatakarékpénztár kamatozó betét-maximumának és tartalékalapjának felemeléséről
- 1898. évi IX. törvénycikk A "Magyar Keleti Tengerhajózási Részvénytársaság"-gal kötött szerződés beczikkelyezéséről
- 1898. évi X. törvénycikk Az 1881. évi LIX. törvénycikk 3. §-ának módositásáról
- 1898. évi XI. törvénycikk A kisbirtokosok országos földhitelintézetéről szóló 1879. évi XXXIX. törvénycikk módositásáról
- 1898. évi XII. törvénycikk A polgárositott magyar határőrvidéken fennálló házközösségi intézménynek megszüntetéséről szóló 1885. évi XXIV. törvénycikk némely rendelkezéseinek módositása és kiegészitése tárgyában
- 1898. évi XIII. törvénycikk A honvéd-főparancsnoksági palota berendezésére, továbbá a budapesti honvédkórház és a váczi honvédhuszár-laktanya kiépitésére, valamint a honvédségi ruházat és felszerelés kiegészitésére szükséges rendkivüli, illetőleg póthitelről
- 1898. évi XIV. törvénycikk A lelkészi jövedelem kiegészitéséről
- 1898. évi XV. törvénycikk A szeszadóról szóló 1888. évi XXIV. törvénycikk 3. §-ában, valamint a czukoradóról szóló 1896. évi XIX. törvénycikkben foglalt határozmányok érvényének meghosszabbitása tárgyában
- 1898. évi XVI. törvénycikk A szeszforgalmi adóról
- 1898. évi XVII. törvénycikk A czukor- és sörfogyasztási adóról
- 1898. évi XVIII. törvénycikk A boritaladónak Horvát-Szlavonországokban leendő behozataláról
- 1898. évi XIX. törvénycikk A községi és némely más erdők és kopár területek állami kezeléséről, továbbá a közbirtokosságok és a volt úrbéresek osztatlan tulajdonában lévő, közösen használt erdők és kopár területek gazdasági ügyvitelének szabályozásáról
- 1898. évi XX. törvénycikk Az 1895. évi XLVIII. törvénycikk egyes rendelkezéseinek módositásáról
- 1898. évi XXI. törvénycikk A nyilvános betegápolás költségeinek fedezéséről
- 1898. évi XXII. törvénycikk A pozsonyi m. kir. állami kórház kibővitéséről
- 1898. évi XXIII. törvénycikk A gazdasági és ipari hitelszövetkezetekről
- 1898. évi XXIV. törvénycikk A Gabela-Bocche di cattaroi keskenyvágányú vasutnak, valamint Trebinje és Gravosa felé vezetendő szárnyvonalainak épitéséről
- 1898. évi XXV. törvénycikk A belisce-prandauovcii keskenyvágányú helyi érdekű gőzmozdonyú vasut engedélyezéséről
- 1898. évi XXVI. törvénycikk Az ó-becse-ujvidék-titeli helyi érdekű vasut engedélyezése tárgyában
- 1898. évi XXVII. törvénycikk A zsibó-nagybányai helyi érdekü gőzmozdonyú vasut és sülelmed-szilágycsehi szárnyvonalának engedélyezéséről
- 1898. évi XXVIII. törvénycikk A székesfehérvár-bicskei helyi érdekű gőzmozdonyú vasut engedélyezéséről
- 1898. évi XXIX. törvénycikk A bihari helyi érdekű vasut margitta-szilágy-somlyói szárnyvonalának engedélyezéséről
- 1898. évi XXX. törvénycikk Dicsőült Erzsébet királyné emlékének törvénybe iktatásáról
- 1898. évi XXXI. törvénycikk A mekkai zarándoklásnál való óvintézkedések és a persa öbölben szervezendő egészségügyi felügyelet tekintetében követendő eljárás szabályozása iránt 1894. évi ápril hó 3-án Párisban kötött nemzetközi egyezmény, valamint az ennek függelékét képező és 1897. évi október hó 30-án kelt "nyilatkozat" beczikkelyezéséről
- 1898. évi XXXII. törvénycikk A Japánnal 1897. évi deczember 5-én kötött kereskedelmi és hajózási szerződés beczikkelyezéséről